# Aleksandr Sevidov
Ne doit pas être confondu avec Oleksandr Sevidov.
Aleksandr Aleksandrovitch Sevidov (en russe : Александр Александрович Севидов) est un footballeur et entraîneur de football soviétique né le 5 septembre 1921 à Moscou et mort le 15 avril 1992 dans la même ville.

## Biographie

### Carrière de joueur
Aleksandr Sevidov commence la pratique du football en 1936 à l'âge de 15 ans, évoluant alors au sein de l'équipe du Start dans sa ville natale de Moscou qui évolue au niveau local. Il rejoint en 1939 le Dinamo Kazan (ru) avec qui il découvre la deuxième division soviétique puis le Pichtchevik Moscou (ru) l'année suivante au sein du même échelon. Signant en 1941 au Dinamo Minsk, il fait avec cette dernière équipe ses débuts en première division, disputant sept rencontres pour un but avant que le championnat ne soit stoppé en raison du déclenchement de la Seconde Guerre mondiale.
Affilié à partir de 1942 avec l'équipe moscovite du Krylia Sovetov Moscou, c'est avec elle qu'il dispute le premier championnat d'après-guerre en 1945, inscrivant alors dix buts en seize rencontres. Ses performances lui valent d'être invité par l'entraîneur du CDKA Moscou Boris Arkadiev à l'occasion d'une tournée en Yougoslavie, au cours de laquelle il affronte notamment l'Étoile rouge de Belgrade,. Considéré comme l'un des avant-centres les plus talentueux de sa génération, Sevidov est notamment comparé par Arkadiev avec Grigori Fedotov, Mikhaïl Boutoussov (en) ou encore Vsevolod Bobrov.
Alors qu'il vient de rejoindre le Torpedo Moscou en début d'année 1946 où il est notamment associé avec Oleksandr Ponomarov à la pointe de l'attaque, il est victime le 23 mai 1946 d'une grave blessure au genou au cours d'une rencontre de championnat face au Dinamo Léningrad à la suite d'un tacle d'Arkadi Alov (en). Ne parvenant par la suite pas à se remettre de cette blessure, ce match est le dernier de sa carrière à l'âge de 25 ans. Il reste malgré tout sous contrat avec le Torpedo jusqu'en 1948 puis avec le Lokomotiv Moscou entre 1949 et 1950 mais ne parvient jamais à revenir sur les terrains,.

### Carrière d'entraîneur

#### Début de carrière et passage au Dinamo Minsk (1951-1970)
Profitant de ses années de blessures pour entamer des études d'entraîneur à la fin des années 1940, Sevidov sort diplômé de l'institut central de la culture physique de Moscou en 1950 et prend dès l'année suivante la tête du Troud Stoupino (ru), qui évolue alors dans le championnat de la RSFS de Russie et avec qui il monte notamment en deuxième division soviétique en 1955. Il entraîne par la suite le Moldova Kichinev en première division entre 1958 et août 1960, terminant onzième puis dixième du championnat avant d'être renvoyé au cours de l'exercice 1960 qui voit le club se battre pour son maintien.
Après un bref passage à la tête du FSM Moscou (en) en 1961, Sevidov est nommé en début d'année 1962 à la tête du Belarus Minsk, qui devient le Dinamo dès l'année suivante. Dirigeant par la suite l'équipe pendant sept saisons, il reprend un club qui s'est battu pour monter et se maintenir dans l'élite les années précédentes et l'amène à plusieurs places de rang, dont une troisième place en 1963, ainsi qu'à la finale de la coupe nationale en 1965. Il s’appuie notamment pour ce faire sur plusieurs anciens remplaçants du Spartak Moscou, les plus notables étant Igor Riomine (en), Iouri Pogalnikov (ru), Viktor Konovalov (ru), Leonard Adamov (en), Eduard Malofeev ou encore Albert Denissenko (ru), ainsi que sur un jeu de pressing haut et intense. Il quitte finalement ses fonctions à l'issue de la saison 1969 en raison d'un désaccord avec les dirigeants du club, qui souhaitaient donner une plus grande place aux joueurs biélorusses au sein de l'effectif au détriment des autres.
Il rejoint par la suite le Kaïrat Almaty en deuxième division, avec qui il termine second de la compétition et obtient la promotion au premier échelon, notamment aidé par les performances de son fils Iouri (en) qui termine cette saison-là meilleur buteur du club avec 19 buts.

#### Passages au Dynamo Kiev puis au Dynamo Moscou (1971-1979)
Sa saison réussie avec le Kaïrat lui permet d'être appelé par le Dynamo Kiev en 1971 afin de prendre la tête de l'équipe à la place de Viktor Maslov, que Sevidov avait notamment côtoyé au Torpedo Moscou durant ses dernières années de joueur. Sous ses ordres, le club remporte le championnat soviétique en 1971 et atteint les quarts de finale de la Coupe des clubs champions, où il est éliminé par le Real Madrid. Il termine également vice-champion en 1972 et atteint la finale de la coupe d'Union soviétique l'année suivante. Cette dernière rencontre, perdue face à l'Ararat Erevan, lui vaut d'être renvoyé par sa direction à trois journées de la fin du championnat tandis que l'équipe termine une nouvelle fois deuxième.
Après un nouveau bref passage au FSM Moscou (en) en 1974, Sevidov est nommé à la tête du Dynamo Moscou en début d'année 1975. Après avoir amené l'équipe à la troisième place du championnat pour sa première saison, il remporte la compétition lors du printemps 1976 avant de remporter la coupe nationale l'année suivante. Il connaît également de bons résultats au niveau européen, atteignant notamment les demi-finales de la Coupe des coupes en 1978, avant d'être éliminé par l'Austria Vienne aux tirs au but. Au cours d'une tournée aux États-Unis en début d'année 1979, Sevidov quitte sans autorisation le camp de l'équipe pour aller dîner chez une ancienne connaissance de Kiev ayant depuis émigrée à Los Angeles, ce fait est par la suite rapporté à la direction du club qui décide de démettre l'entraîneur de ses fonctions pour « violation grave du règlement »,,.

#### Dernières années et mort (1981-1992)
Inactif par la suite pendant deux ans, en raison notamment de l'état de santé de sa femme, Sevidov reprend finalement du service en 1981 en prenant la tête du Lokomotiv Moscou, tout juste relégué en deuxième division. Au club pendant deux saisons, il échoue cependant à le faire remonter dans l'élite, terminant successivement troisième puis quatrième du championnat.
Il fait ensuite son retour au Dynamo Moscou à l'automne 1983, alors que l'équipe est en mauvaise passe en championnat et lutte pour se maintenir. Victorieux lors des deux dernières rencontres de la saison, il permet au club de terminer quinzième et l'amène dans la foulée à une victoire en coupe dès l'année suivante contre le Zénith Léningrad, bien que les résultats en championnat restent médiocres avec une seizième position en 1984. L'année 1985 est marquée par de bonnes prestations en Coupe des coupes où le club atteint le stade des demi-finales avant d'être éliminé par le Rapid Vienne. Les prestations en championnat ne s'améliorent cependant pas et, alors que les dirigeants une partie des joueurs de lâcher certains matchs, une défaite contre le SKA Rostov au mois de mai se conclut par la suspension de certains cadres tels qu'Aleksandr Novikov et Valeri Gazzaev tandis que Sevidov est démis de ses fonctions,.
Se mettant par la suite à l'écart du métier d'entraîneur pendant un temps, il devient consultant pour le magazine Football-Hockey (en) avant de reprendre du service en début d'année 1987 en prenant brièvement la tête du Neftchi Bakou avant d'être renvoyé dès le mois de mai alors que le club est relégable en première division. Il connaît son dernier poste d'entraîneur principal à la tête du Rotor Volgograd entre les mois d'avril 1989 et de juin 1990, durant lesquelles il termine dixième de la première division en 1989 avant d'être renvoyé à la mi-saison 1990 alors que l'équipe se place dernière du championnat. Il devient par la suite consultant pour le Spartak Vladikavkaz à partir de 1991 jusqu'à sa mort le 15 avril 1992 des suites d'un cancer.

## Statistiques

### Statistiques de joueur
| Saison                | Club                  | Championnat           | Championnat | Championnat | Coupe(s) nationale(s) | Coupe(s) nationale(s) | Total | Total |
| Saison                | Club                  | Division              | M.          | B.          | M.                    | B.                    | M.    | B.    |
| 1939                  | Dinamo Kazan          | D2                    | 15          | 8           | -                     | -                     | 15    | 8     |
| 1940                  | Pichtchevik Moscou    | D2                    | 22          | 10          | -                     | -                     | 22    | 10    |
| 1941                  | Dinamo Minsk          | D1                    | 7           | 1           | -                     | -                     | 7     | 1     |
| 1944                  | Krylia Sovetov Moscou | -                     | -           | -           | 2                     | 1                     | 2     | 1     |
| 1945                  | Krylia Sovetov Moscou | D1                    | 16          | 10          | 2                     | 2                     | 18    | 12    |
| 1946                  | Torpedo Moscou        | D1                    | 6           | 2           | -                     | -                     | 6     | 2     |
| Total sur la carrière | Total sur la carrière | Total sur la carrière | 66          | 31          | 4                     | 3                     | 70    | 34    |

### Statistiques d'entraîneur
| Moldova Kichinev | 1958             | août 1960       | 68  | 14  | 19  | 35  | 20,6 |
| Dinamo Minsk     | 1962             | 31 août 1969    | 287 | 107 | 95  | 85  | 37,3 |
| Kaïrat Almaty    | 1970             | 1970            | 45  | 26  | 12  | 7   | 57,8 |
| Dynamo Kiev      | 1971             | 25 octobre 1973 | 114 | 59  | 34  | 21  | 51,8 |
| Dynamo Moscou    | 1er janvier 1975 | 23 février 1979 | 146 | 69  | 49  | 28  | 47,3 |
| Lokomotiv Moscou | 1981             | 1982            | 97  | 46  | 31  | 20  | 47,4 |
| Dynamo Moscou    | 29 octobre 1983  | 27 mai 1985     | 61  | 23  | 16  | 22  | 37,7 |
| Neftchi Bakou    | janvier 1987     | mai 1987        | 13  | 3   | 4   | 6   | 23,1 |
| Rotor Volgograd  | avril 1989       | juin 1990       | 49  | 16  | 11  | 22  | 32,7 |
| Total            | Total            | Total           | 880 | 363 | 271 | 246 | 41,3 |

## Palmarès d'entraîneur
Dynamo Kiev
- Champion d'Union soviétique en 1971.

 Dynamo Moscou
- Champion d'Union soviétique au printemps 1976.
- Vainqueur de la Coupe d'Union soviétique en 1977 et 1984.